# Mistrovství světa juniorů ve sportovním lezení 2011
Mistrovství světa juniorů ve sportovním lezení 2011 (anglicky: IFSC World Youth Championship) se uskutečnilo jako devatenáctý ročník 25.-28. srpna v rakouském Imstu v lezení na obtížnost a rychlost, toto město hostilo Mistrovství světa juniorů již počtvrté. Do průběžného světového žebříčku juniorů se bodovalo třicet prvních závodníků v každé kategorii lezců od 14 do 19 let.

## Průběh MSJ
Domácí závodníci získali celkově tři zlaté a tři stříbrné medaile, což byl druhý nejlepší medailový zisk na tomto MSJ.

### Češi na MSJ
Po čtyřech nejúspěšnějších letech nezískali tentokrát čeští závodníci žádnou medaili. Nejlépe se umístil budoucí juniorský mistr světa Jan Kříž, který skončil ve finále v lezení na rychlost čtvrtý.

### Výsledky juniorů a juniorek
| obtížnost             | obtížnost                  | rychlost                | rychlost                  |
| --------------------- | -------------------------- | ----------------------- | ------------------------- |
| junioři               | juniorky                   | junioři                 | juniorky                  |
| 1. Jure Raztresen     | 1. Julia Serrière          | 1. Danijil Boldyrev     | 1. Anna Cyganovová        |
| 2. Edward Hamer       | 2. Johanna Ernst           | 2. Marcin Dzienski      | 2. Stefanie Pichler       |
| 3. Stefano Ghisolfi   | 3. Sasha DiGiulian         | 3. Sergiy Barkovskyy    | 3. Margot Heitz           |
|                       |                            |                         |                           |
| 4. Alexander Megos    | 4. Hélène Janicot          | 4. Viacheslav Vedenchuk | 4. Francesca Metcalf      |
| 5. Max Rudigier       | 5. Matilda Söderlund       | 5. Maximilian Porscha   | 5. Julija Kaplinová       |
| 6. Urban Primozic     | 6. Amanda Rohner           | 6. Arman Ter-Minasyan   | 6. Karina Miroslaw        |
| 7. Lukas Köb          | 7. Maria Davies Sandbu     | 7. Dmitrij Timofejev    | 7. Isabell Haag           |
| 8. Sergej Epih        | 8. Seuran Han              | 8. Bogdan Posmashnyy    | 8. Dinara Fachritdinovová |
|                       |                            |                         |                           |
| 35.-36. Tomáš Binter  | 45. Michaela Zbořilová     | —                       | —                         |
| 39. Jan Jeliga        | 46.-47. Markéta Pavlíčková | —                       | —                         |
| 44. Stanislav Pekárek | —                          | —                       | —                         |
| 50. Dominik Uher      | —                          | —                       | —                         |
|                       |                            |                         |                           |
| 8 finalistů           | 8 finalistek               | 8/4 finalistů           | 8/4 finalistek            |
| 26 semifinalistů      | 26 semifinalistek          | 16 semifinalistů        | 16 semifinalistek         |
| 62 juniorů            | 47 juniorek                | 28 juniorů              | 21 juniorek               |

### Výsledky chlapců a dívek v kategorii A
| obtížnost             | obtížnost               | rychlost                | rychlost                   |
| --------------------- | ----------------------- | ----------------------- | -------------------------- |
| chlapci               | dívky                   | chlapci                 | dívky                      |
| 1. Domen Škofic       | 1. Magdalena Röck       | 1. Konstantin Payl      | 1. Aleksandra Rudzinska    |
| 2. Dmitrij Fakirjanov | 2. Momoka Oda           | 2. Artem Savelyev       | 2. Esther Bruckner         |
| 3. Loic Timmermans    | 3. Tina Johnsen Hafsaas | 3. Nikita Sujuškin      | 3. Anouck Jaubert          |
|                       |                         |                         |                            |
| 4. Sebastian Halenke  | 4. Katharina Posch      | 4. Sergei Luzhetskii    | 4. Svetlana Okolnichnikova |
| 5. Maël Bonzom        | 5. Laura Michelard      | 5. Rafal Halasa         | 5. Tatiana Skorodumova     |
| 6. Thomas Joannes     | 6. Karoline Sinnhuber   | 6. Guillaume Moro       | 6. Valeria Baranova        |
| 7. Nikita Sujuškin    | 7. Sol Sa               | 7. Amir Maimuratov      | 7. Elizaveta Shatalova     |
| 8. Christoph Hanke    | 8. Luisa Deubzer        | 8. Yevgeniy Chelombytko | 8. Natalie Bärtschi        |
|                       |                         |                         |                            |
| 30.-31. Petr Čermák   | 26. Tereza Svobodová    | 21. Michal Štěpánek     | 22. Eva Křížová            |
|                       |                         |                         |                            |
| 8 finalistů           | 8 finalistek            | 8/4 finalistů           | 8/4 finalistek             |
| 26 semifinalistů      | 26 semifinalistek       | 16 semifinalistů        | 16 semifinalistek          |
| 84 chlapců            | 62 dívek                | 35 chlapců              | 29 dívek                   |

### Výsledky chlapců a dívek v kategorii B
| obtížnost             | obtížnost                | rychlost               | rychlost                |
| --------------------- | ------------------------ | ---------------------- | ----------------------- |
| chlapci               | dívky                    | chlapci                | dívky                   |
| 1. Bernhard Röck      | 1. Jessica Pilz          | 1. Ruslan Faizullin    | 1. Polina Shelpakova    |
| 2. Naoki Shimatani    | 2. Ievgeniia Kazbekova   | 2. Georgy Artamonov    | 2. Alexandra Elmer      |
| 3. Keiichiro Korenaga | 3. Salomé Romain         | 3. Alessandro Santoni  | 3. Anastasiia Klochkova |
|                       |                          |                        |                         |
| 4. Jakob Heber Norum  | 4. Anak Verhoeven        | 4. Jan Kříž            | 4. Anna Emets           |
| 5. Piotr Schab        | 5. Julia Chanourdie      | 5. Danil Zakirov       | 5. Kayla Lieuw          |
| 6. Kohei Kageya       | 6. Julia Pinggera        | 6. Gian-Luca Grichting | 6. Nicole Mejia         |
| 7. Ruben Firnenburg   | 7. Anne-Sophie Koller    | 7. Mario Cisneros      | 7. Staša Gejo           |
| 8. BenIsaac Tresco    | 8. Molly Thompson- Smith | 8. Sergiy Kamyenyev    | 8. Andrea Kümin         |
|                       |                          |                        |                         |
| 17. Zdeněk Ustohal    | 12. Andrea Pavlincová    | —                      | 16. Petra Vojířová      |
|                       |                          |                        |                         |
| 8 finalistů           | 8 finalistek             | 8/4 finalistů          | 8/4 finalistek          |
| 26 semifinalistů      | 26 semifinalistek        | 16 semifinalistů       | 16 semifinalistek       |
| 85 chlapců            | 72 dívek                 | 35 chlapců             | 33 dívek                |

### Medaile podle zemí
| pořadí | stát               | Zlatá medaile | Stříbrná medaile | Bronzová medaile | celkem |
| ------ | ------------------ | ------------- | ---------------- | ---------------- | ------ |
| 1.     | Rusko              | 4             | 3                | 2                | 9      |
| 2.     | Rakousko           | 3             | 3                | 0                | 6      |
| 3.     | Slovinsko          | 2             | 0                | 0                | 2      |
| 4.     | Francie            | 1             | 1                | 3                | 5      |
| 5.     | Ukrajina           | 1             | 1                | 1                | 3      |
| 6.     | Polsko             | 1             | 1                | 0                | 2      |
| 7.     | Japonsko           | 0             | 2                | 1                | 3      |
| 8.     | Spojené království | 0             | 1                | 0                | 1      |
| 9.     | Itálie             | 0             | 0                | 2                | 2      |
| 10.    | USA                | 0             | 0                | 1                | 1      |
| 10.    | Belgie             | 0             | 0                | 1                | 1      |
| 10.    | Norsko             | 0             | 0                | 1                | 1      |